# سوپر لیگ فوتبال کوزوو
سوپر لیگ فوتبال کوزوو (آلبانیایی: Superliga e Futbollit të Kosovës) بالاترین سطح مسابقات فوتبال در کشور کوزوو است. این لیگ که در سال ۱۹۴۵ بنیان‌گذاری شده‌است زیر نظر فدراسیون فوتبال کوزوو برگزار می‌شود.